# Zoran Tegeltija

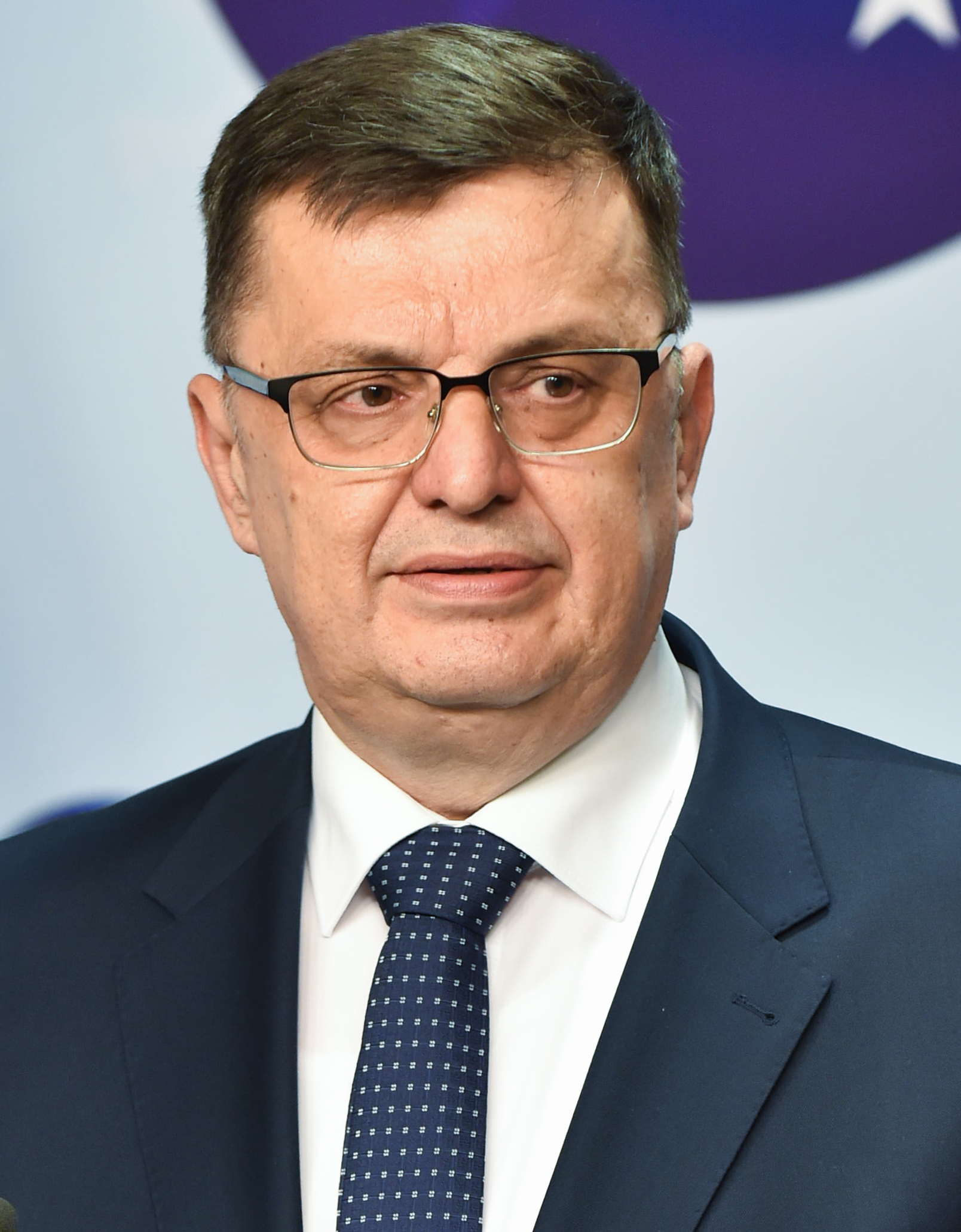
Zoran Tegeltija (2021)

Zoran Tegeltija (* 29. September 1961 in Mrkonjić Grad) ist ein bosnischer Politiker. Er war vom 23. Dezember 2019 bis zum 25. Januar 2023 Vorsitzender des Ministerrats von Bosnien und Herzegowina.

## Biografie
Tegeltija schloss in Sarajevo ein Studium an der Fakultät für Wirtschaftswissenschaften ab. Vor seinen politischen Tätigkeiten war er in einer Erdölraffinerie sowie in der Steuer- und Zollverwaltung der Republika Srpska (RS) tätig.
Seit 1998 ist er Mitglied der SNSD, der stärksten Partei der Serben in Bosnien und Herzegowina. 2000 wurde er Mitglied des Hauptausschusses und Vorsitzender des Gemeinderates in Mrkonjić Grad und Abgeordneter in der Nationalversammlung der RS. 2004 und 2008 wurde er zum Bürgermeister von Mrkonjić Grad gewählt. Im Dezember 2010 wurde er Finanzminister in der RS im Kabinett Džombić und anschließend im Kabinett Cvijanović I.
Bei den Parlamentswahlen 2014 wurde er wieder in die Nationalversammlung der RS gewählt, blieb aber bis zu den Wahlen 2018 als Finanzminister in der Exekutive.
Am 5. Dezember 2019 wurde er zum Vorsitzenden des Ministerrats von Bosnien und Herzegowina bestimmt. Die Vereidigung Tegeltijas und seines Kabinetts erfolgte am 23. Dezember 2019. Am 25. Januar 2023 löste ihn Borjana Krišto im Amt ab. Tegeltija gehört dem Ministerrat (Kabinett Krišto) bis zum 15. Juni 2023 weiter als Finanzminister an. Seitdem ist er Direktor der Behörde für indirekte Besteuerung von Bosnien und Herzegowina.